# Амінептин
Амінептин (англ. Amineptine, лат. Amineptinum), який раніше продавався під торговою маркою «Сурвектор» — атиповий антидепресант з групи трициклічних антидепресантів. Він діє як селективний та змішаний інгібітор зворотного захоплення дофаміну та засіб, що вивільняє його, і меншою мірою як інгібітор зворотного захоплення норадреналіну.
Амінептин був розроблений Французьким товариством медичних досліджень у 1960-х роках. У 1978 році препарат був запроваджений у медичну практику компанією «Servier», і швидко здобув репутацію препарату, яким зловживають, через свій короткочасний, але приємний стимулюючий ефект, який відчували деякі пацієнти.
Після широкого впровадження цього препарату виникли випадки гепатотоксичності, деякі з яких були серйозними. Це, разом із потенційною можливістю зловживання, призвело до призупинення дії дозволу на продаж препарату у Франції у 1999 році. Амінептин заборонений як у Німеччині, так і в США.

## Медичне використання
Амінептин був схвалений у Франції для лікування тяжкої клінічної депресії ендогенного походження у 1978 році.

## Протипоказання
Протипоказаннями до застосування амінептину є хорея, відома гіперчутливість до амінептину, а також попередні випадки гепатиту після застосування препарату, та одночасне застосування інгібіторів моноаміноксидази.

### Застереження щодо використання
Застереженнями до прийому амінептину є вагітність, грудне вигодовування та вік до 15 років. Рекомендовано припинити прийом препарату за 24-48 годин до анестезії. Препарат забороней для прийому спортсменам, у тому числі на Олімпійських іграх.

### Вплив на плід
Немає інформації про вплив препарату на плід у людей, але він нетератогенний для гризунів.

## Побічні ефекти

### Дерматологічні
Вперше випадки тяжкого акне, спричиненого амінептином, були описані в 1988 році різними авторами — серед них Группер, Тіолі-Бенсуссан, Вексіо, Фієт, Пюіссан, Гурмель, Тейяк, Левінь — одночасно в тому ж випуску журналу «Annales de Dermatologie et de Vénéréologie» та у випуску журналу «The Lancet» від 12 березня 1988 року. Через рік доктор Мартін-Ортега та його колеги в Барселоні повідомили про випадок «вугроподібної висипки» у 54-річної жінки, чиє вживання амінептину було описано як «надмірне». Через рік після цього Вексіау та його колеги повідомили про 6 жінок, одна з яких ніколи не зізнавалася у вживанні амінептину, які мали важкі акне, зосереджені на обличчі, спині та грудній клітці, тяжкість яких змінювалася залежно від дозування. Більшість із них безуспішно лікували ізотретиноїном протягом приблизно 18 місяців; у 2 із 3, які припинили прийом амінептину, спостерігалося зменшення шкірних симптомів, причому у найменш ураженої пацієнтки настала ремісія.

### Психіатричні
При застосуванні амінептину психомоторне збудження може виникати дуже рідко. На початку лікування можуть спостерігатися суїцидальні думки. Також при застосуванні препарату можуть спостерігатися безсоння, дратівливість і нервозність.

#### Зловживання та залежність
Ризик виникнення залежності від амінептину низький, але все ж існує. Між 1978 і 1988 роками у французьких регіональних центрах фармаконагляду було зареєстровано 186 випадків залежності від амінептину; аналіз 155 з цих випадків показав, що переважно це були жінки, і що у двох третинах випадків були відомі фактори ризику залежності. Однак дослідження 1981 року серед відомих опіатних наркоманів та пацієнтів із шизофренією не виявило наркотичної залежності у жодного з учасників. У дослідженні 1990 року, яке охопило 8 випадків залежності від амінептину, поступове припинення прийому амінептину вдалося без проблем досягти у 6 осіб; у 2 інших з'явилися тривога, психомоторне збудження та/або булімія.

#### Синдром відміни
Фармакозалежність при застосуванні амінептину є дуже поширеною порівняно з іншими антидепресантами. Під час відміни амінептину може виникнути різноманітні психологічні симптоми, такі як тривога та збудження.

### Серцево-судинні
Дуже рідко при застосуванні амінептину можуть спостерігатися артеріальна гіпотензія, тахікардія та вазомоторні епізоди.

### Печінкові
Амінептин рідко може спричиняти цитолітичний або холестатичний гепатит. Вважається, що гепатит, індукований амінептином, якому іноді передує висип, зумовлений імуноалергічною реакцією. Він минає після припинення прийому препарату, що його спричинив. Ризик його виникнення може бути як генетично обумовленим, так і ні. Крім того, відомо, що амінептин рідко підвищує рівень амінотрансфераз, лужної фосфатази та білірубіну.
Змішаний гепатит, що трапляється дуже рідко, зазвичай виникає між 15-м і 30-м днем лікування амінептином. Часто йому передують, інтенсивні болі в животі, нудота, блювання або висип, жовтяниця має варіабельний перебіг. Гепатит буває або змішаного типу, або з переважанням холестазу. У всіх випадках розвиток захворювання був сприятливим після припинення прийому препарату. Механізми виникнення гепатиту ще обговорюються, найімовірнішими вважають імуноалергічний та/або токсичний.
У 1994 році в Іспанії був зареєстрований випадок, що поєднував гострий панкреатит та змішаний гепатит після 3 тижнів лікування аміноптерином. Лазарос та його колеги з лікарні загального профілю Західної Аттики в Афінах повідомили про два випадки гепатиту, спричиненого препаратами, через 18 та 15 днів лікування. Один випадок цитолітичного гепатиту стався після вживання лише однієї таблетки препарату.

### Шлунково-кишкові
При застосуванні амінептину рідко може спостерігатися гострий панкреатит. Зареєстровано випадок поєднання гострого панкреатиту і змішаного гепатиту після 3 тижнів лікування.

### Імунологічні
Повідомлялося про випадок анафілактичного шоку у жінки, яка приймала амінептин.

## Фармакологія

### Фармакодинаміка
Амінептин пригнічує зворотне захоплення дофаміну та, значно меншою мірою, норадреналіну. Крім того, було виявлено, що амінептин індукує вивільнення дофаміну. Однак, амінептин набагато менш ефективний як агент, що вивільняє дофамін, порівняно з декстроамфетаміном, і препарат, імовірно, діє переважно як інгібітор зворотного захоплення дофаміну. На відміну від дофаміну, амінептин не індукує вивільнення норадреналіну, а отже, діє виключно як інгібітор зворотного захоплення норадреналіну. На відміну від інших трициклічних антидепресантів, амінептин дуже слабо або взагалі не взаємодіє з серотоніновими, адренергічними, дофаміновими, гістаміновими та мускариновими ацетилхоліновими рецепторами. Основні метаболіти амінептину мають активність, подібну до активності вихідної сполуки, хоча й з меншою ефективністю. Дані щодо зв'язування або інгібування транспортерів моноамінів амінептином у людей, імовірно, відсутні.

### Фармакокінетика
Пікові рівні амінептину в плазмі після одноразового перорального прийому 100 мг коливаються від 277 до 2215 нг/мл (818–6544 нМ) із середнім значенням 772 нг/мл (2281 нМ), тоді як максимальні концентрації його основного метаболіту в плазмі коливаються від 144 до 1068 нг/мл (465–3452 нМ) із середнім значенням 471 нг/мл (1522 нМ). Після одноразового перорального прийому 200 мг амінептину середні пікові рівні амінептину в плазмі становили приблизно від 750 до 940 нг/мл (2216—2777 нМ), тоді як рівні його основного метаболіту становили приблизно від 750 до 970 нг/мл (2216–3135 нМ). Час до досягнення пікової концентрації становить приблизно 1 годину для амінептину та 1,5 години для його основного метаболіту. Період напіввиведення амінептину становить приблизно від 0,80 до 1,0 години, а його основного метаболіту — приблизно від 1,5 до 2,5 години. Через дуже короткий період напіввиведення амінептин та його основний метаболіт суттєво не накопичуються при багаторазовому введенні.

## Суспільство та культура

### Торгові марки
Амінептин продається під різними торговими марками, включаючи «Сурвектор», «Манеон», «Діректім», «Неоліор», «Провектор» та «Віаспера».

### Правовий статус
У липні 2021 року було запропоновано віднести амінептин до контрольованих речовин Списку I у США. Після цього повідомлення амінептин було внесено до Списку I.

## Дослідження

### Неспання
Амінептин демонструє ефект сприяння неспанню у тварин і може бути корисним у лікуванні нарколепсії.